# مغامرات جوجو العجيبة: سجلات الماس
مغامرات جوجو العجيبة: سجلات الماس، هي لعبة فيديو ثلاثية الأبعاد تم تطويرها ونشرها بواسطة شركة باندي نامكو إنترتينمنت، تعمل على نظامي التشغيل آي أو إس وأندرويد، وتم إصدارها في 20 فبراير 2017 في اليابان. تلقت منذ ذلك الحين العديد من التحديثات، بما في ذلك التحديث الرئيسي 2018، وتم إضافة محتوى من مغامرات جوجو العجيبة: الرياح الذهبية - الجزء الخامس من السلسلة -.
تعتمد اللعبة على سلسلة أنمى مغامرات جوجو العجيبة، حيث يتكون الجزء الرئيسي من اللعبة من أسئلة تستند إلى قصة السلسلة. يجمع اللاعب ويتحكم في فرق من شخصيات السلسلة، ويلعب من خلال المهام بهدف ضرب شخصيات العدو. تستخدم اللعبة نموذجًا مجانيًا للعب.

## الاستقبال
بحلول 22 مارس 2017 تم تسجيل أكثر من مليوني حساب مستخدم في اللعبة،

## وصلات خارجية
- الموقع الرسمي
 (باليابانية)